# Bambuseae
Quizás esté buscando: Caña (poácea leñosa)
Bambuseae es una tribu compuesta por géneros de plantas originarias de Asia, América, África y Oceanía; pueden adaptarse a numerosos climas (tropicales, subtropicales y en menor medida a climas templados). 
En Europa existen fósiles pero ninguna especie endémica, datando las primeras plantaciones de 1855 en Inglaterra y en Anduze (Francia). El nombre bambú es una onomatopeya de Malasia, que fue introducida en Europa por los portugueses en el siglo XVI.
Son plantas muy antiguas (Mioceno), rústicas y, sobre todo, muy atípicas. El bambú ha inspirado mitologías y simbologías. Es extraordinariamente útil, habiéndose descrito más de 1500 usos y utilidades, muy válida en el pasado y con muchas posibilidades en el futuro. Por su alta resistencia y flexibilidad se le llama «el acero vegetal». El tallo del bambú, a diferencia del de otras plantas, conserva el mismo grosor en toda su longitud, en vez de ser más ancho cuanto más cerca del suelo.
Dado que su estructura genética corresponde a la de una hierba o pasto, es que puede crecer hasta 12 metros en 4 años y (según la especie y la etapa) hasta casi 1 metro al día. Esta capacidad de crecimiento y renovación permiten que el bambú sea un recurso «sostenible» forestal muy importante en zonas de bajo recursos; no posee duramen, lo que limita su uso. Sin embargo, una materia prima no puede tener esa cualidad per se; es el proceso de fabricación lo que lo hace sostenible y, aunque hasta el momento se han hecho importantes avances, también se ha hecho tala desmedida de bosques de coníferas por sembrar bambú, lo que se ha convertido en un problema (especialmente en Sudamérica).

## La planta
Las plantas de caña en general y los bambús en particular son especialmente atípicos, entre otras características especiales cabe destacar su tronco principal: el rizoma, gigante y superficialmente subterráneo, que en lugar de agotar el suelo fértil es un gran productor de humus; la parte aérea, las cañas, tienen una funcionalidad más de hojas que de tallos, si bien la planta de bambúes puede vivir cientos de años, las cañas no sobreviven a los nuevos años y a diferencia de las otras plantas, a pesar de que su diámetro no varía de lo normal y su altura de las pozas setmanes (4-6 en los Phyllostachys)).
Su flora gregaria, de todas las plantas de esa especie en todo el planeta, y que tardan más de cien años en florecer, son incógnitas aún por resolver.
Los resultados de abonar una planta de bambú no se aprecian hasta la brotación anual de sus raíces, pueden pasar muchos meses antes de notar la mejoría en la planta por el subministro de fertilizante.
El estado de un bambú, como en todas las plantas, se encuentra a partir de lo que nace a partir de una semilla, pero como normalmente se reproducen por clonación es enormemente complicado determinar el estado de un ejemplar de bambú. Por otra parte las cañas de bambú raramente sobrepasan los 10 años.
Cuando tienen 33 a 66 años se matan a sí misma. En el caso del bambú gegant esta muerte causada a sí misma se produce al sacar flores grandes que absorben todo el azúcar sin devolverlo.

### El rizoma
El tronco principal de una planta de bambúes es un rizoma, tallo subterráneo y gigante que crece horizontalmente se encuentra en los primeros 30 cm del subsuelo, raramente más hundido. Tiene la misma estructura que la caña, fistuloso pero con un canal más encogido e igualmente separado y con gemas a nivel de cada nudo. De cada yema puede salir tanto un nuevo rizoma como una lata.
Una de las funciones más importantes de los rizomas es la de acumular reservas, engordándose con todo el alimento que asimilen las arillas y los llena con la función clorofílica durante 3 años, hasta el brote de una nueva caña que aparece con el diámetro definido de planta adulta y con todos los discos de los entrenudos uno encima del otro, formando un cilindro, crece gracias a las reservas del rizoma estira las células telescópicamente sin necesidad de nutrientes externos en estos momentos, una prueba de ello es que las cañas y el despliegue de ramas alcanzan la plenitud de crecimiento sin ninguna hoja, sin necesidad de función clorofílica.
Existen dos tipos de rizoma, con distintas variantes intermedias:

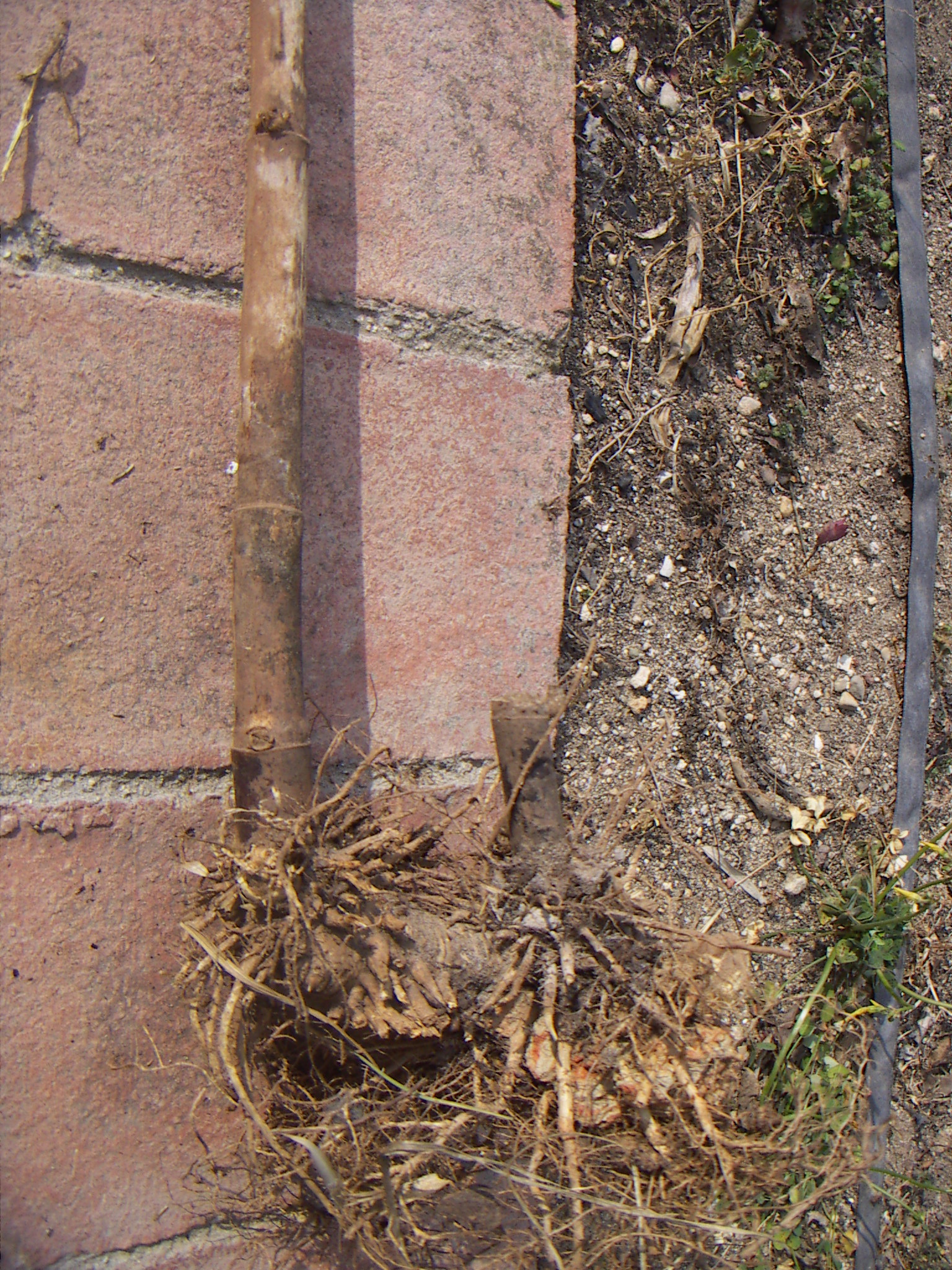
Rizoma paquimorfo de Bambusa oldhamii

- Rizoma paquimorfo (πᾰχῠς grueso; μορφή, forma) o simpoidal o cespitoso: es corto y grueso y se caracteriza por presentar:

1. forma subfusiforme, suele ser más o menos curvo (raramente recto) y con un diámetro generalmente mayor que el del brote en el que se transforma apicalmente
2. los entrenudos son más anchos que largos, sólidos y asimétricos (más anchos hacia el lado que sostiene la gema)
3. los nudos no son elevados o hinchados
4. las gemas laterales son solitarias y se transforman únicamente en rizomas, requisito indispensable para la formación de brotes
5. presenta proliferación de raíces adventicias en la parte más baja del rizoma y allanamiento de la parte dorsiventral del eje;
6. el cuello del rizoma suele ser cuidadoso o alargado.

- Rizoma leptomorfo o monopidial

Los bambúes del cinturón tropical tienen generalmente el tipo de rizoma simpodial. Son los bambúes más arcáicos.
Tienen rizoma cespitoso, entre otros, los géneros: Bambusa, Dendrocalamus, Fargesia.

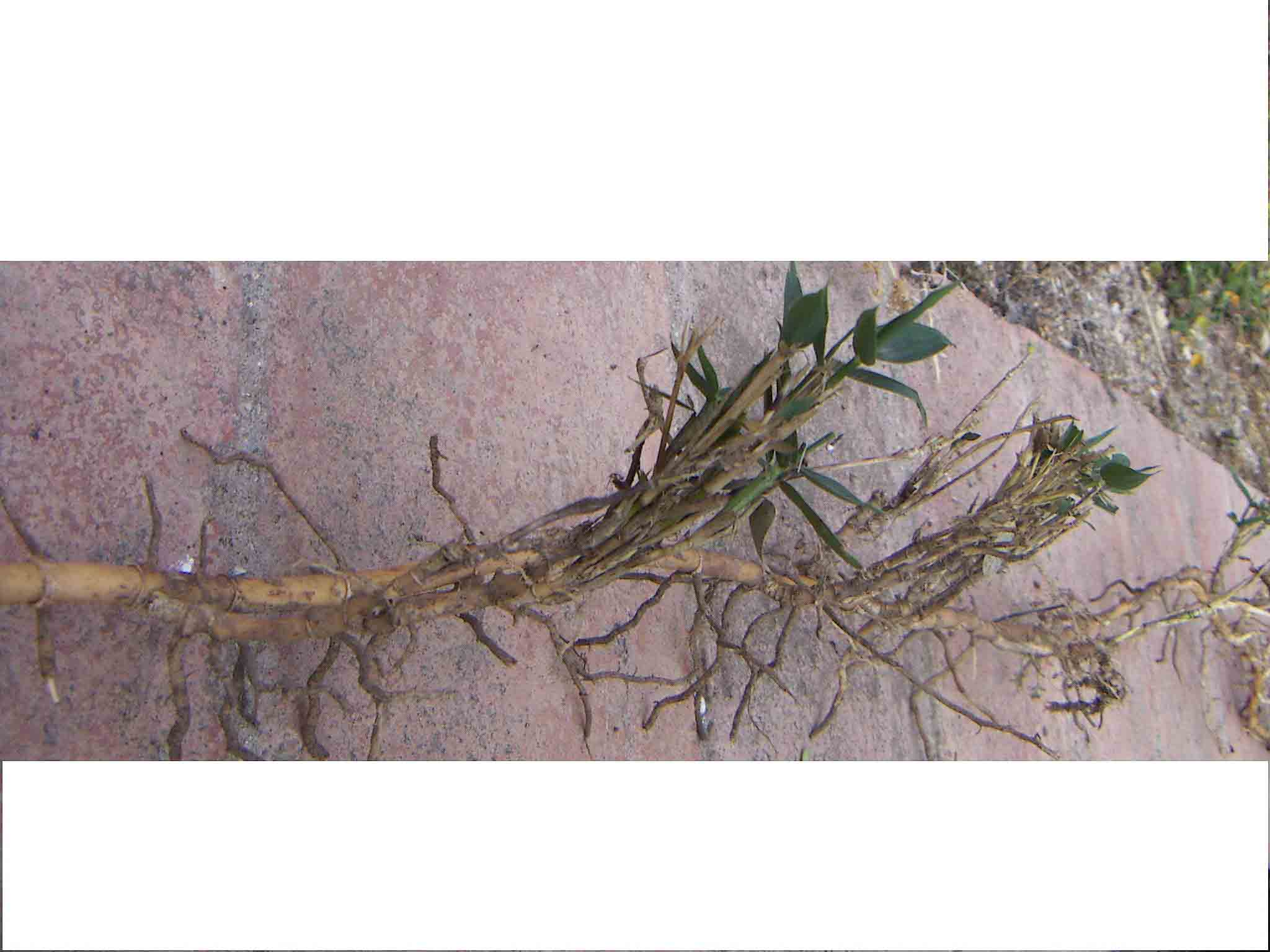
Rizoma leptomorfo de Pleioblastus distichus.

- Rizoma leptomorfo (λεπτός, delgado; μορφή, forma), monopoidal o corredor (repenso): es alargado y delgado, Los bambúes de la región septentrional o de zonas templadas presentan mayoritariamente este tipo de rizoma. Se caracteriza por presentar:

1. forma cilíndrica o subcilindrica, ser más o menos recto y con un diámetro generalmente menor que el del brote en el que se transforma apicalmente
2. Los entrenudos son más largos que anchos, generalmente vacíos (raramente sólidos), y relativamente simétricos. Pueden crecer horizontalmente hasta varios metros en una temporada
3. los nudos pueden ser o no elevados o hinchados
4. las gemas laterales son solitarias, y se transforman directamente en brotes, y unas cuantas se transforman en rizomas
5. las raíces adventicias pueden estar o no presentes, cuando están presentes se organizan en verticilos sencillos o esparcidas
6. el cuello del rizoma es siempre corto.

Los bambúes de la región septentrional o de zonas templadas presentan mayoritariamente este tipo de rizoma.
Tienen rizoma corredor, entre otros, los géneros: Phyllostachys, Semiarundaria, Sasa, Pleioblastus,...

## Géneros
Géneros según GRIN
- Achroostachys Benth., orth. var. = Athroostachys Benth.
- Actinocladum McClure ex Soderstr.
- Alvimia C. E. Calderón ex Soderstr. & Londoño
- Apoclada McClure
- Arthrostylidium Rupr.
- Arundarbor Kuntze = Bambusa Schreb.
- Athroostachys Benth.
- Atractantha McClure
- Aulonemia Goudot
- Bambos Retz. = Bambusa Schreb.
- Bambus J. F. Gmel. = Bambusa Schreb.
- Bambusa Schreb.
- Beesha Kunth, nom. inval. = Melocanna Trin.
- Beesha Munro, nom. inval. = Ochlandra Thwaites
- Bonia Balansa
- Brasilocalamus Nakai = Merostachys Spreng.
- Cathariostachys S. Dransf.
- Cephalostachyum Munro ~ Schizostachyum Nees
- Chloothamnus Büse = Nastus Juss.
- Chusquea Kunth
- Colanthelia McClure & E. W. Sm.
- Coliquea Steud. ex Bibra, nom. inval. = Chusquea Kunth
- Criciuma Soderstr. & Londoño
- Cyrtochloa S. Dransf.
- Davidsea Soderstr. & R. P. Ellis
- Decaryochloa A. Camus
- Dendragrostis Nees ex B. D. Jacks., nom. inval. = Chusquea Kunth
- Dendrocalambusa ined. = Dendrocalamus × Bambusa
- Dendrocalamopsis (L. C. Chia & H. L. Fung) Q. H. Dai & X. L. Tao = Bambusa Schreb.
- Dendrocalamus Nees
- Dendrochloa C. E. Parkinson = Schizostachyum Nees
- Dinochloa Büse
- Elytrostachys McClure
- Eremocaulon Soderstr. & Londoño
- Fimbribambusa Widjaja ~ Bambusa Schreb.
- Gigantochloa Kurz ex Munro
- Glaziophyton Franch.
- Greslania Balansa
- Guadua Kunth
- Hickelia A. Camus
- Hitchcockella A.
- Holttumochloa K. M. Wong ~ Bambusa Schreb.
- Houzeaubambus Mattei = Oxytenanthera Munro
- Irulia Bedd., nom. inval. = Ochlandra Thwaites
- Ischurochloa Büse = Bambusa Schreb.
- Kinabaluchloa K. M. Wong ~ Bambusa Schreb.
- Klemachloa R. Parker = Dendrocalamus Nees
- Leleba Nakai = Bambusa Schreb.
- Leptocanna L. C. Chia & H. L. Fung =~ Schizostachyum Nees
- Lingnania McClure = Bambusa Schreb.
- Maclurochloa K. M. Wong ~ Bambusa Schreb.
- Matudacalamus F. Maek. = Aulonemia Goudot
- Melocalamus Benth.
- Melocanna Trin.
- Merostachys Spreng.
- Microcalamus Gamble = Racemobambos Holttum
- Monocladus L. C. Chia et al. = Bonia Balansa
- Mullerochloa K. M. Wong
- Mustelia Steud. = Chusquea Kunth
- Myriocladus Swallen
- Nastus Juss.
- Neohouzeaua A. Camus = Schizostachyum Nees
- Neololeba Widjaja ~ Bambusa Schreb.
- Neomicrocalamus Keng f. ~ Racemobambos Holttum
- Neosinocalamus Keng f. = Dendrocalamus Nees
- Neurolepis Meisn.
- Ochlandra Thwaites
- Olmeca Soderstr.
- Oreiostachys Gamble = Nastus Juss.
- Oreobambos K. Schum.
- Otatea (McClure & E. W. Sm.) C. E. Calderón & Soderstr.
- Oxytenanthera Munro
- Perrierbambus A. Camus
- Phuphanochloa Sungkaew & Teerawat.
- Phyllosasa Demoly = Sasa × Phyllostachys
- Planotia Munro = Neurolepis Meisn.
- Platonia Kunth = Neurolepis Meisn.
- Pseudobambusa T. Q. Nguyen
- Pseudocoix A. Camus = Hickelia A. Camus
- Pseudostachyum Munro ~ Schizostachyum Nees
- Pseudoxytenanthera Soderstr. & R. P. Ellis
- Racemobambos Holttum
- Rettbergia Raddi = Chusquea Kunth
- Rhipidocladum McClure
- Sarocalamus Stapleton
- Schirostachyum de Vriese, orth. var. = Schizostachyum Nees
- Schizostachyum Nees
- Scirpobambus Kuntze = Oxytenanthera Munro
- Sinocalamus McClure = Dendrocalamus Nees
- Soejatmia K. M. Wong ~ Bambusa Schreb.
- Sphaerobambos S. Dransf.
- Stapletonia P. Singh et al.
- Stemmatospermum P. Beauv. = Nastus Juss.
- Swallenochloa McClure = Chusquea Kunth
- Teinostachyum Munro ~ Schizostachyum Nees
- Temburongia S. Dransf. & K. M. Wong
- Temochloa S. Dransf.
- Tetragonocalamus Nakai = Bambusa Schreb.
- Thyrsostachys Gamble
- Valiha S. Dransf.
- Vietnamosasa T. Q. Nguyen ~ Racemobambos Holttum

## Distribución y hábitat

Distribución de Bambuseae.

El área biogeográfica de Bambuseae es muy vasta. Se extiende en la mayor parte de las regiones tropicales y subtropicales, en África, en Madagascar, en India y en Sri Lanka, en el Sureste de Asia, en el sur de China y Japón, y en Oceanía para el clado de bambú paleotropical, y en América Latina, desde México hasta Argentina y Chile, así como en las Antillas, para bambúes neotropicales (subtribus de Arthrostylidiinae, Chusqueinae y Guaduinae).
Las especies de Bambuseae se encuentran en todas las altitudes desde el nivel del mar hasta 4400 metros de altitud, con mayor frecuencia en los bosques húmedos tropicales o subtropicales, donde a veces forman el elemento dominante de la vegetación.
Varias especies de Chusquea, un género sudamericano, pueden alcanzar una altitud de 4000 metros o más: Chusquea acuminatissima, Chusquea aristata (4200 metros), Chusquea guirigayensis, Chusquea tesselata (4200 metros), Chusquea villosa (4250 a 4400 metros).
Géneros de alta estatura como Bambusa, Dendrocalamus, Eremocaulon, Guadua, Gigantochloa y Schizostachyum se encuentran más bien en los bosques húmedos de llanura o montañas bajas, hasta 1500 metros de altitud, tanto en el Viejo Mundo como en el Nuevo Mundo. Sin embargo, los bambúes también se encuentran en la llanura, especialmente en los géneros Alvimia, Chusquea, Dinochloa, Hickelia, Neomicrocalamus y Racemobambos, que tienen un hábito trepador, sus tallos más pequeños se enrollan alrededor de árboles y arbustos.

## Mitología

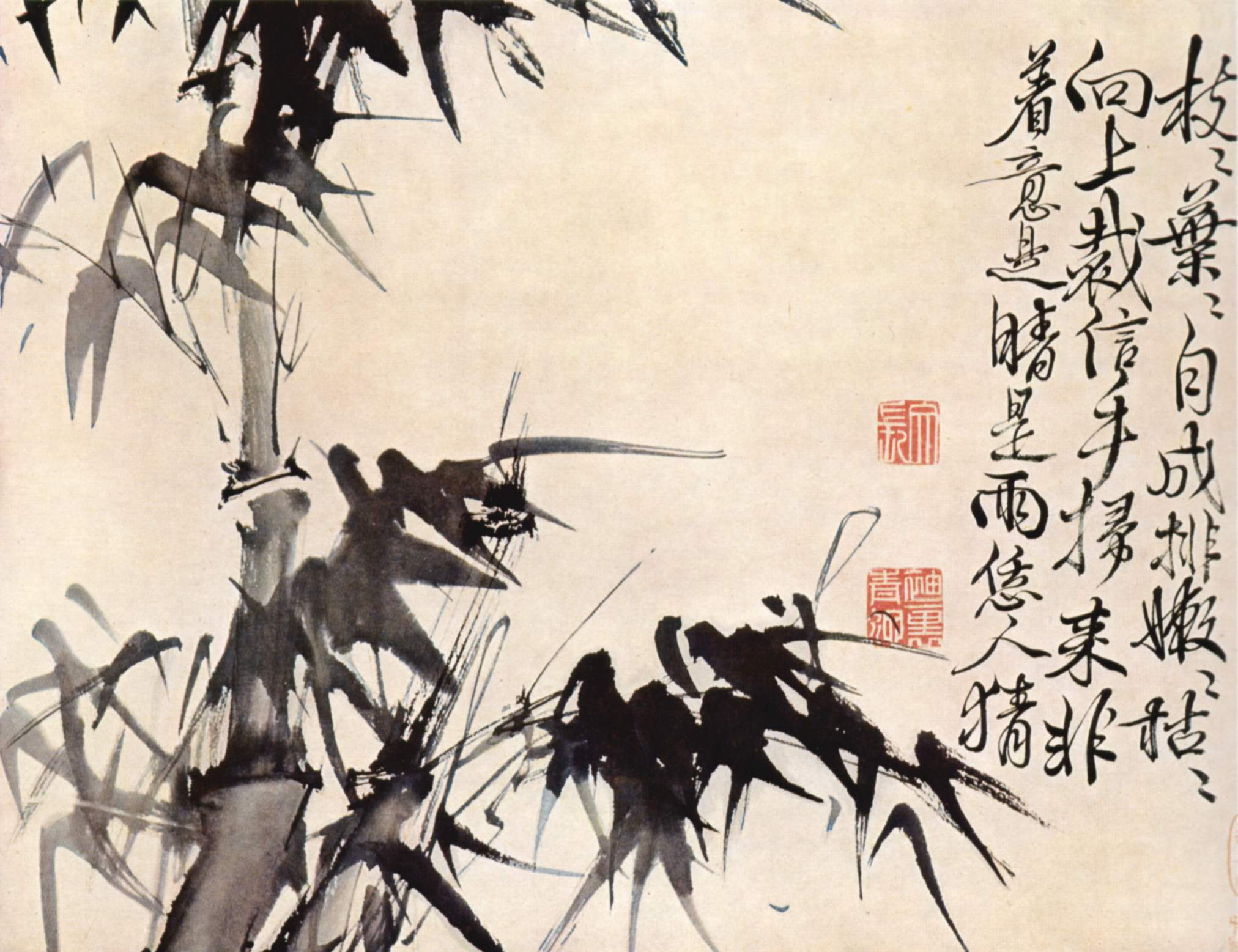
"Bambú", una pintura de la dinastía Ming.

En varias culturas asiáticas, se cree que la raza humana se originó del bambú. En Filipinas el mito de la creación del mundo dice que el primer hombre y la primera mujer nacieron de plantas de bambú de la isla tras la lucha de las fuerzas elementales (cielo y océano). En la mitología malaya, una historia similar, menciona a un hombre que sueña con una mujer hermosa mientras duerme bajo un bambú; se despierta y rompe el tronco de bambú, revelando a una mujer dentro. El cuento popular Japón "El cuento de la princesa Kaguya" (かぐや姫の物語, -{Kaguya-hime no Monogatari}-)  trata sobre una princesa de la luna que aparece a partir del bambú. En Polinesia, lla encarnación del dios creador Kane Milohai tiene la forma de un bambú hawaiano.
Una antigua leyenda vietnamita habla de un joven pobre que se suicidó en su jardín. Cuando pidió la mano de su esposa, los porteadores no tuvieron que ir a casa de su hija por el hijo del pobre hombre. Entonces, fue incapaz de poner una condición: si le traía una mesa de bambú, serían cien mil libras. El propio Buda, digo yo, dio un giro y le dijo que una mesa así se podía hacer con varias mesas de bambú diferentes. Su mente le dio una fórmula mágica que le ayudó a armarlas: "-{Kh?c nh?p, kh?c xu?t}-", que significa "armarlas, armarlas". Cuando estaba en ese despacho, los porteros se acercaron a la puerta y se apoderaron de su libro. Con el bambú en las manos, Gazda pudo ver o pronunciar la fórmula mágica y Gazda se sintió tremendamente feliz por el bambú. La pricha se completa con el matrimonio de la hija y la hermana de la chica del gas, y la chica del gas se separa del bambú cuando se permite el matrimonio y se pronuncia otro movimiento, que es la fórmula mágica.